# Спринг Арбор (Мичиген)
Спринг Арбор (енгл. Spring Arbor) насељено је место без административног статуса у америчкој савезној држави Мичиген.

## Демографија
По попису из 2010. године број становника је 2.881, што је 693 (31,7%) становника више него 2000. године.
| Група             | 2000.         | 2010.         |
| Белци             | 2.071 (94,7%) | 2.672 (92,7%) |
| Афроамериканци    | 40 (1,8%)     | 83 (2,9%)     |
| Азијати           | 26 (1,2%)     | 25 (0,9%)     |
| Хиспаноамериканци | 24 (1,1%)     | 69 (2,4%)     |
| Укупно            | 2.188         | 2.881         |